# شهرستان خوالینسکی
شهرستان خوالینسکی (به لاتین: Khvalynsky District) یک شهرستان در روسیه است که در استان ساراتوف واقع شده‌است.